# Abbaye du Lieu-Notre-Dame (Loir-et-Cher)
L'abbaye du Lieu-Notre-Dame est une ancienne abbaye de cisterciennes puis de cisterciens située dans la commune de Romorantin-Lanthenay, dans le Loir-et-Cher. Fondée entre 1218 et 1222, elle disparaît à la Révolution.

## Historique

### Fondation
L'abbaye est fondée entre 1218 et 1222 par Isabelle (ou Élisabeth), comtesse de Chartres, dernière héritière directe de la Maison de Blois et donne à la nouvelle fondation deux étangs contigus.
L'abbaye est rapidement placée sous protection royale. D'après le cartulaire de l'abbaye, le roi Louis IX confirme les donations d'Isabelle. En 1251, un conflit oppose le Lieu-Notre-Dame à l'abbaye de Barzelle, qui nécessite pour arbitrage l'intervention de Daniel, abbé de l'Aumône.
En 1774, Marie de la Salle de Rochemore, abbesse du Lieu Notre-Dame, informe les autorités civiles et ecclésiastiques que l'abbaye de Voisins (de), dont la communauté est réduite à trois sœurs et soupçonnée de jansénisme, n'est également plus en mesure de se soutenir financièrement. Après quelques péripéties, qui obligent Louis XVI à faire appel à son intendant général, l'inventaire général est établi et l'abbaye fermée. La dernière religieuse meurt lors des tractations ; le 26 septembre 1778, l'abbaye de Voisins est dissoute et tous ses biens sont donnés à celle du Lieu-Notre-Dame.